# Lijst van Waalse ministers van Huisvesting
Dit is een lijst van ministers van Huisvesting in de Waalse regering. 

## Lijst
| Nr.                                | Minister | Minister                           | Partij | Partij | Begin             | Einde             | Regering(en)                               | Bevoegdheid |
| ---------------------------------- | -------- | ---------------------------------- | ------ | ------ | ----------------- | ----------------- | ------------------------------------------ | ----------- |
| 1                                  |          | André Bertouille (1932)            |        | PRL    | 27 januari 1982   | 28 juni 1983      | Damseaux, Dehousse II                      | Huisvesting |
| 2                                  |          | Jacqueline Mayence-Goossens (1932) |        | PRL    | 28 juni 1983      | 27 november 1985  | Dehousse II                                | Huisvesting |
| 3                                  |          | Amand Dalem (1938-2018)            |        | PSC    | 27 november 1985  | 18 januari 1989   | Wathelet, Coëme, Anselme                   | Huisvesting |
| 4                                  |          | Guy Lutgen (1936)                  |        | PSC    | 18 januari 1989   | 8 januari 1992    | Anselme,                                   | Huisvesting |
| 5                                  |          | Robert Collignon (1943)            |        | PS     | 8 januari 1992    | 25 januari 1994   | Spitaels,                                  | Huisvesting |
| 6                                  |          | Willy Taminiaux (1939-2018)        |        | PS     | 25 januari 1994   | 12 juli 1999      | Collignon I, II                            | Huisvesting |
| 7                                  |          | Michel Daerden (1949-2012)         |        | PS     | 12 juli 1999      | 19 juli 2004      | Di Rupo I, Van Cauwenberghe I              | Huisvesting |
| 8                                  |          | André Antoine (1960)               |        | cdH    | 19 juli 2004      | 15 juli 2009      | Van Cauwenberghe II, Di Rupo II, Demotte I | Huisvesting |
| vacant (15 juli 2009-22 juli 2014) |          |                                    |        |        |                   |                   |                                            |             |
| 9                                  |          | Paul Furlan (1962-2023)            |        | PS     | 22 juli 2014      | 26 januari 2017   | Magnette                                   | Huisvesting |
| 10                                 |          | Pierre-Yves Dermagne (1980)        |        | PS     | 26 januari 2017   | 28 juli 2017      | Magnette                                   | Huisvesting |
| 11                                 |          | Valérie De Bue (1966)              |        | MR     | 28 juli 2017      | 13 september 2019 | Borsus                                     | Wonen       |
| (10)                               |          | Pierre-Yves Dermagne (1980)        |        | PS     | 13 september 2019 | 1 oktober 2020    | Di Rupo III                                | Wonen       |
| 12                                 |          | Christophe Collignon (1980)        |        | PS     | 2 oktober 2020    | 15 juli 2024      | Di Rupo III                                | Wonen       |
| 13                                 |          | Cécile Neven (1967)                |        | MR     | 15 juli 2024      | heden             | Dolimont                                   | Huisvesting |